# Marie T. Martin

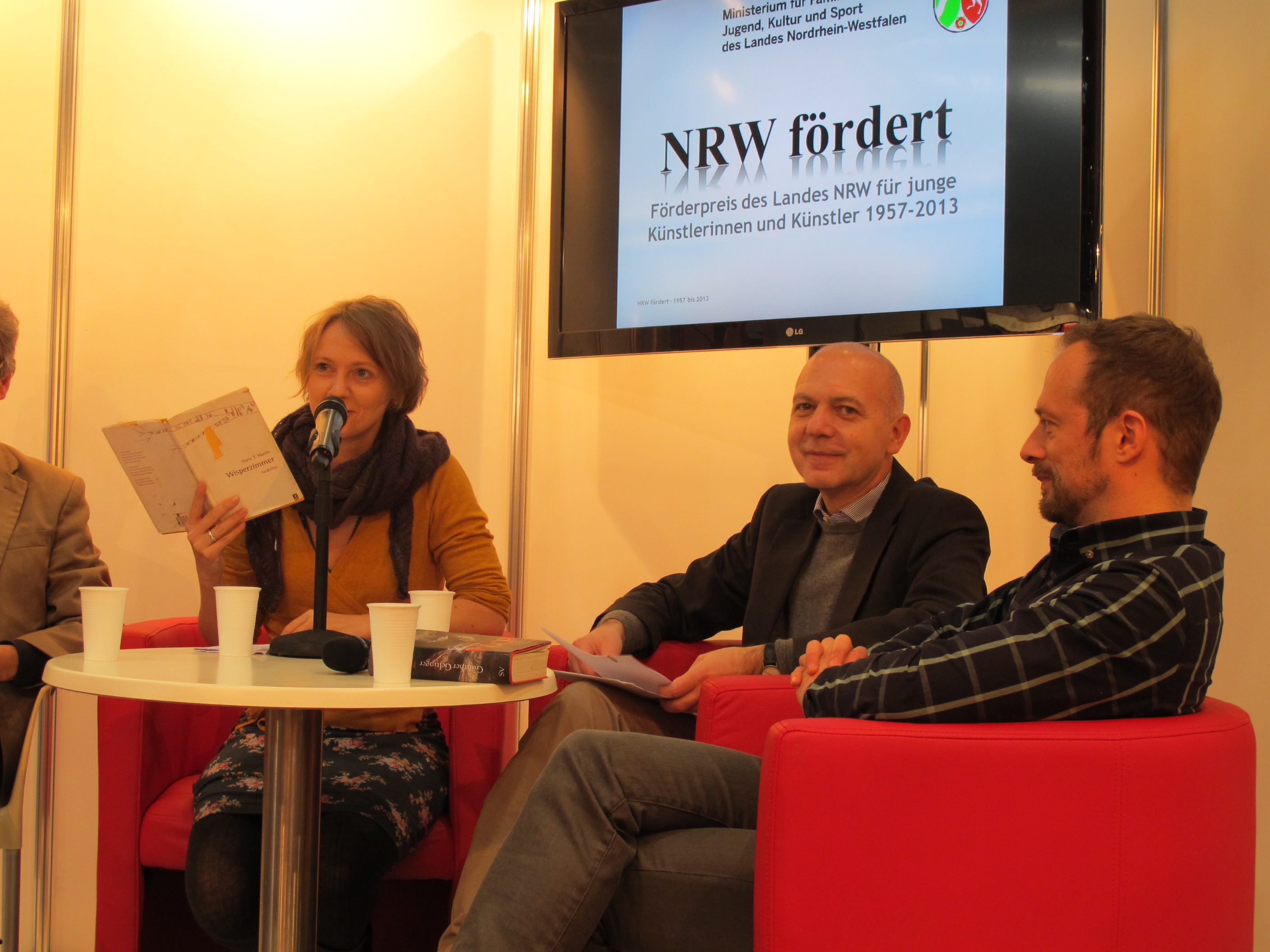
Marie T. Martin zusammen mit Gunther Geltinger auf der Leipziger Buchmesse 2014 als Förderpreisträgerin des Landes NRW

Marie T. Martin (* 16. April 1982 in Freiburg im Breisgau; † 2. November 2021 ebenda) war eine deutsche Schriftstellerin, Hörspielautorin und Lyrikerin.

## Leben und Wirken
Marie T. Martin wurde am 16. April 1982 in Freiburg im Breisgau geboren. Sie studierte am Deutschen Literaturinstitut Leipzig. Nach ihrer Ausbildung zur Theaterpädagogin veröffentlichte sie Gedichte und Erzählungen in Anthologien und Literaturzeitschriften, insbesondere in Manuskripte, Am Erker, im Deutschen Lyrikkalender und dem Jahrbuch der Lyrik. Ausgewählte Erzählungen und Gedichte wurden ins Englische, Polnische, Rumänische und Persische übertragen.
Marie T. Martin lebte in Köln und im Markgräflerland. Am 2. November 2021 starb sie nach schwerer Krankheit im Alter von 39 Jahren in ihrer Heimatstadt.

## Werke (Auswahl)
- Die kleinen monochromen Freunde. Heftreihe, Berlin: Onkel & Onkel, 2009
- Luftpost. Erzählungen. Leipzig: Poetenladen-Verlag, 2011. ISBN 978-3-940691-20-0
- Vier Wände. Erzählung. Köln: rhein wörtlich, 2011. ISBN 978-3-943182-01-9
- Wisperzimmer. Gedichte. Leipzig: Poetenladen-Verlag, 2012. ISBN 978-3-940691-33-0
- Fünfkind. Hörspiel. SWR 2013.
- Love Songs for Heim@t (2014). Oper im urbanen Raum für 3 Stimmen, Instrumentalensemble und Projektchor. Musik: Christina C. Messner. UA 3. Juli 2014 Köln (Ebertplatz). Irene Kurka (Sopran), Julia Mihály (Sopran), Fabian Hemmelmann (Bariton), Dorrit Bauerecker (Akkordeon) u. a.
- Rückruf. Gedichte. Leipzig: Poetenladen-Verlag, 2021. ISBN 978-3-948305-08-6

## Auszeichnungen
- 2002 Hattinger Förderpreis für junge Literatur
- 2007 Förderpreis des MDR-Literaturwettbewerbs
- 2008 Rolf-Dieter-Brinkmann-Stipendium der Stadt Köln
- 2009 Endrunde des Leonce-und-Lena-Preises
- 2010 Stipendiatin der Stadt Köln im Atelier Galata in Istanbul
- 2012 Stipendiatin des Literarischen Colloquiums Berlin
- 2013 Arbeitsstipendium der Kunststiftung Baden-Württemberg
- 2013 Förderpreis des Landes Nordrhein-Westfalen für junge Künstlerinnen und Künstler
- 2013 Förderpreis des Johann-Jacob-Christoph-von-Grimmelshausen-Preises
- 2014 Gisela-Scherer-Stipendium des Hausacher LeseLenz
- 2018 Förderpreis zum Mörike-Preis der Stadt Fellbach
- 2025 posthum Ehrenpreis  zum Reinhold-Schneider-Preis[4]